# Андис
Андис (осет. Андис, груз. ანდისი — Андиси) — село в Закавказье, расположено на севере Цхинвальского района Южной Осетии, фактически контролирующей село; согласно юрисдикции Грузии — в Горийском муниципалитете.

## Население
Население составляют осетины.

## История
Первые поселенцы в селе появились в 1854 году, выходцы из сёл Дзау, Бузала, Хвце. Сельчане так же помимо жилых домов построили в Андисе церковь. В Советский период село являлось поселением Цхинвальского района, так как между районным центром и селом Андис располагались грузинские анклавные сёла, в 1990-х годах, когда грузино-осетинский конфликт уже стал набирать обороты, ездить через грузинонаселённые сёла стало опасно, и тогда первый руководитель Южной Осетии Торез Кулумбегов устно дал распоряжение передать село Андис в ведомство Дзауской администрации.
По требованию местных жителей в 2012 году к президенту, и властям Республики, село было передано снова в Цхинвальский район.

## Топографические карты
- Лист карты K-38-52 Джава. Масштаб: 1 : 100 000. Состояние местности на 1987 год. Издание 1989 г.